# BMW Série 2 Gran Tourer
Le BMW Série 2 Gran Tourer (désignation interne Type F46) est un monospace compact fabriqué par le constructeur automobile allemand BMW.

## Histoire du modèle

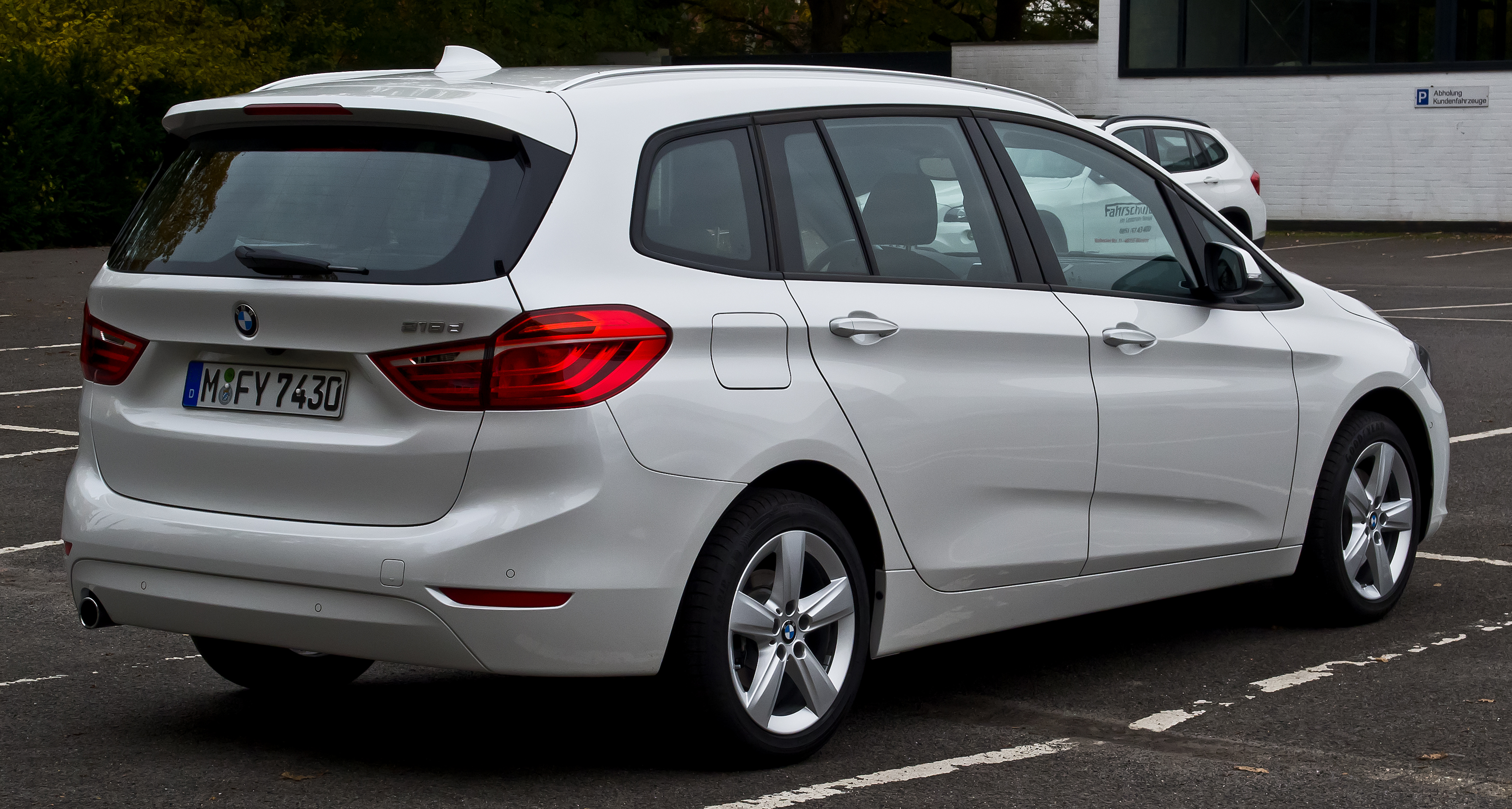
Vue arrière

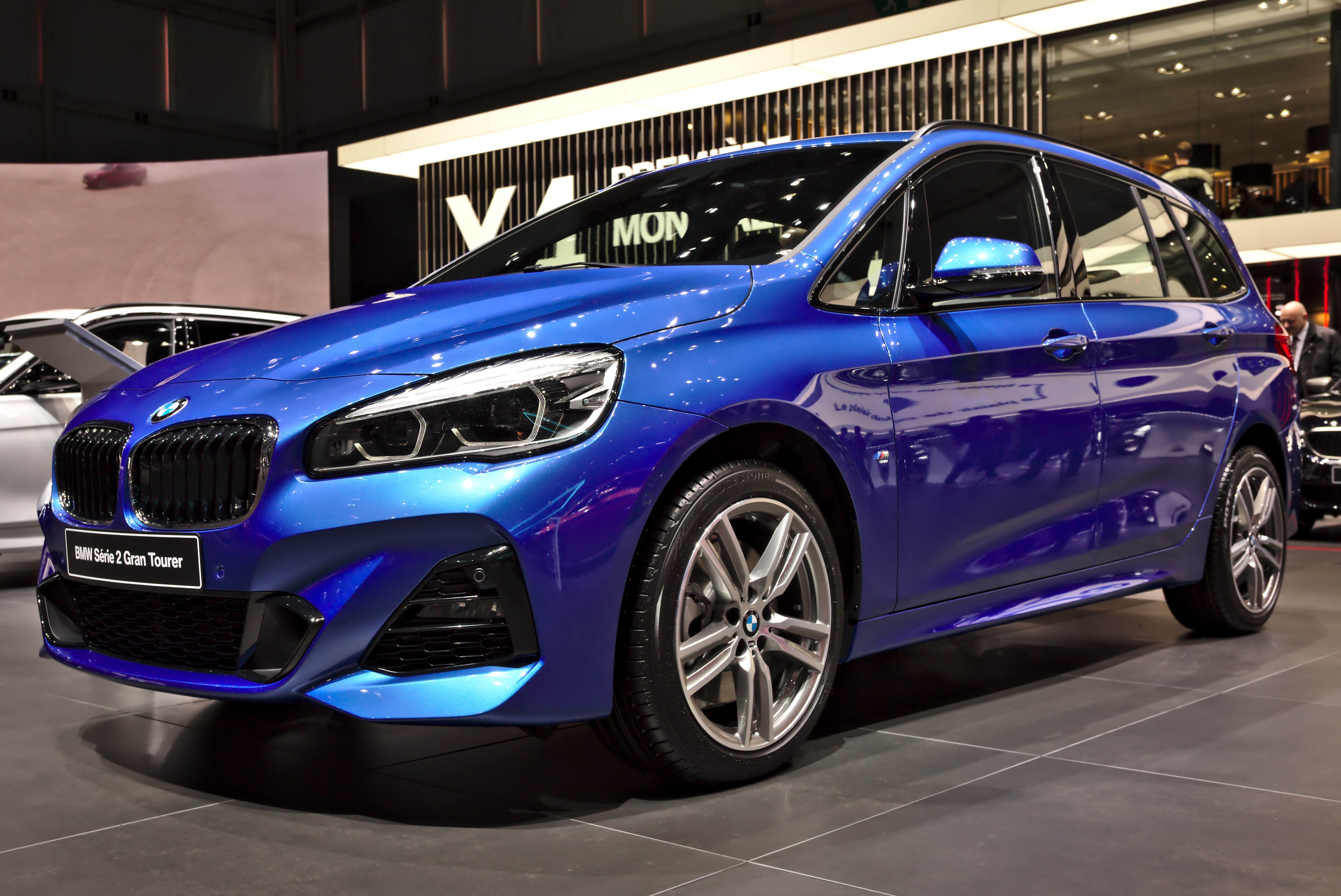
BMW Série 2 Gran Tourer (finition M-Sport, modèle année 2018)

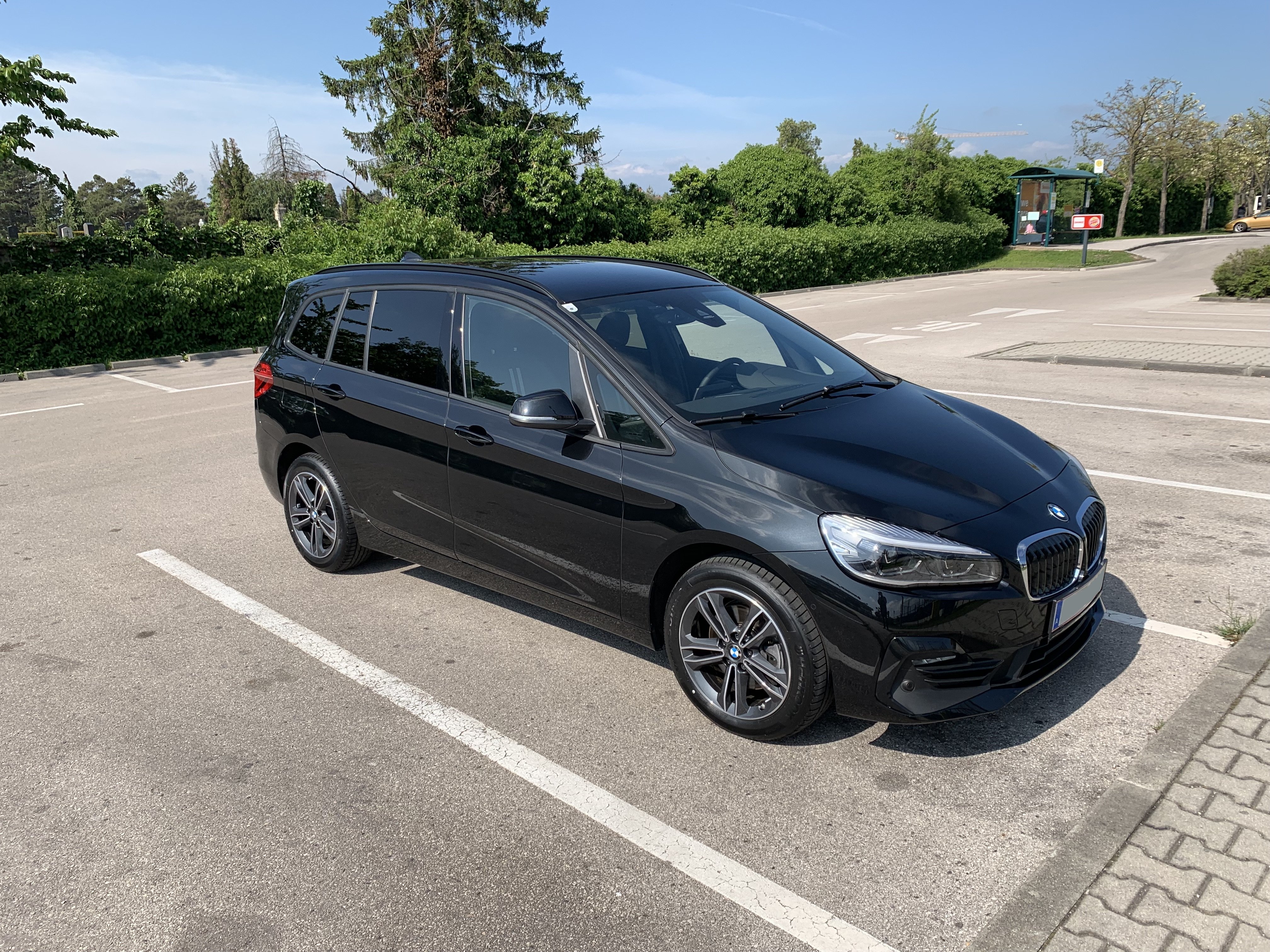
BMW 218i Gran Tourer (depuis 2018)

Le Série 2 Gran Tourer a été dévoilé le 12 février 2015. Au début de la production en série, deux moteurs essence (218i et 220i) et trois moteurs diesel (216d, 218d et 220d xDrive) étaient disponibles. Pour les modèles d'entrée de gamme, les 214d et 216i et la variante 220d sans xDrive, une transmission automatique n’a été disponibles qu’à partir de juillet 2015. Le F46 est produit à l'usine BMW de Ratisbonne.
Le Série 2 Gran Tourer est une variante allongée du Série 2 Active Tourer (désignation interne du modèle BMW F45) et il s'appuie également sur la plate-forme à traction avant que les Tourer partagent avec la Mini. Dans l'équipement standard, la banquette arrière peut être déplacée de 13 cm et son dossier peut être réglé en trois étapes. L'empattement augmenté permet une troisième rangée de sièges optionnelle (pour une 6e et 7e personne), ce que plus de 70 % des clients souhaitaient (fin 2016).
En 2015, il a reçu le volant d'or dans la catégorie des voitures familiales.
Début 2018, le Série 2 Gran Tourer a été révisé (avec un soi-disant lifting),. Depuis mars 2018, les petits moteurs essence sont déjà équipés de filtre à particules d’essence.
Environ 200 000 Gran Tourer ont été vendus dans le monde, soit environ 32 % de toutes les versions Tourer. Contrairement à l'Active Tourer, le Gran Tourer 7 places ne recevra pas de modèle successeur.

## Châssis
À l'avant, le véhicule est équipé d'un nouvel essieu à jambe de force à articulation unique. Des composants légers, une rigidité élevée des composants et un essieu avec une élastocinématique coordonnés ont été utilisés pour un bon comportement de direction, des virages agiles, une précision élevée et un faible niveau d'influences de l'entraînement. Les composants légers pour réduire les masses non suspendues sont les roulements pivotants en aluminium, les supports d'essieux et les triangles en acier à haute résistance et une barre antiroulis creuse avec différentes épaisseurs de paroi.
Le Gran Tourer dispose d'une direction assistée électromécanique à pignon et crémaillère. Le volant fait partie intégrante du groupe Servo, la direction assistée agit directement et avec peu de frottement sur le pignon (pignon unique). Le matériel et les logiciels ont été adaptés pour la traction avant. Le «Servotronic» régule l'assistance à la direction en fonction de la vitesse,. Une direction sport variable est disponible en option, qui adapte le rapport de transmission dans le boîtier de direction selon l'angle du volant, de sorte que les manœuvres de stationnement et de virage impliquent moins de mouvement de direction. Le 214d possède déjà des freins à disque ventilés à l'avant.
Les roues arrière sont guidées par un essieu multibras également nouvellement développé, qui est relié à la carrosserie via un faux-châssis. De l’acier à haute résistance, des maillons particulièrement rigides et une barre anti-roulis creuse sont utilisés. Des freins à disque sont également installés à l'arrière.

## Motorisation

### Motorisations essence (jusqu'à 2018)
|                                                                    | 216i                            | 218i                                | 218i                            | 220i                             |
| ------------------------------------------------------------------ | ------------------------------- | ----------------------------------- | ------------------------------- | -------------------------------- |
| Années de construction                                             | 07/2015–02/2018                 | 03/2015–02/2018                     | 07/2017–02/2018                 | 03/2015–02/2018                  |
| Type moteur                                                        | B38A15                          | B38A15                              | B38A15                          | B48A20                           |
| Type de moteur                                                     | Moteur trois cylindres en ligne | Moteur trois cylindres en ligne     | Moteur trois cylindres en ligne | Moteur quatre cylindres en ligne |
| Soupapes                                                           | 12                              | 12                                  | 12                              | 16                               |
| Suralimentation                                                    | Turbo                           | Turbo                               | Turbo                           | Bi-turbo                         |
| Cylindrée                                                          | 1499 cm³                        | 1499 cm³                            | 1499 cm³                        | 1998 cm³                         |
| Alésage x course                                                   | 82 mm × 94,6 mm                 | 82 mm × 94,6 mm                     | 82 mm × 94,6 mm                 | 82 mm × 94,6 mm                  |
| Rapport de compression                                             | 11,0 : 1                        | 11,0 : 1                            | 11,0 : 1                        | 11,0 : 1                         |
| Puissance max au régime de tr/min                                  | 75 kW (102 PS)/ 4100–6000       | 100 kW (136 PS)/ 4400–6000          | 103 kW (140 PS)/ 4600–6500      | 141 kW (192 PS)/ 4700            |
| Couple max au régime de tr/min                                     | 180 Nm/ 1200–3800               | 220 Nm/ 1250–4300                   | 220 Nm/ 1480–4200               | 280 Nm/ 1250–4600                |
| Roues motrices                                                     | Traction                        | Traction                            | Traction                        | Traction                         |
| Boîte de vitesse, de série                                         | Manuelle 6 rapports             | Manuelle 6 rapports                 | Manuelle 6 rapports             | Manuelle 6 rapports              |
| Boîte de vitesse, en option                                        | –                               | Automatique 6 rapports              | –                               | Automatique 8 rapports           |
| Accélération 0–100 km/h                                            | 11,9 s                          | 9,5 s [9,5 s]                       | 9,4 s                           | 7,7 s [7,6 s]                    |
| Vitesse de pointe                                                  | 185 km/h                        | 205 km/h [203 km/h]                 | 205 km/h                        | 223 km/h [222 km/h]              |
| Poids à vide (norme européenne)                                    | 1475 kg                         | 1470 kg [1500 kg]                   | 1485 kg                         | 1530 kg [1570 kg]                |
| Consommation de carburant aux 100 km (mixte, selon directive CEE ) | 5,2 l                           | 5,1–5,5 l [5,2–5,5 l ]              | 5,5–5,6 l                       | 6,2–6,4 l                        |
| Émissions de CO 2 mixte                                            | 122 g/km                        | 127–119 g/km [129–122 g/km] l Super | 123–131 g/km                    | 149–144 g/km [142–137 g/km]      |
| Norme d'émission selon la classification UE                        | Euro 6                          | Euro 6                              | Euro 6                          | Euro 6                           |

- Les valeurs entre crochets s'appliquent aux modèles à transmission automatique.

## Galerie

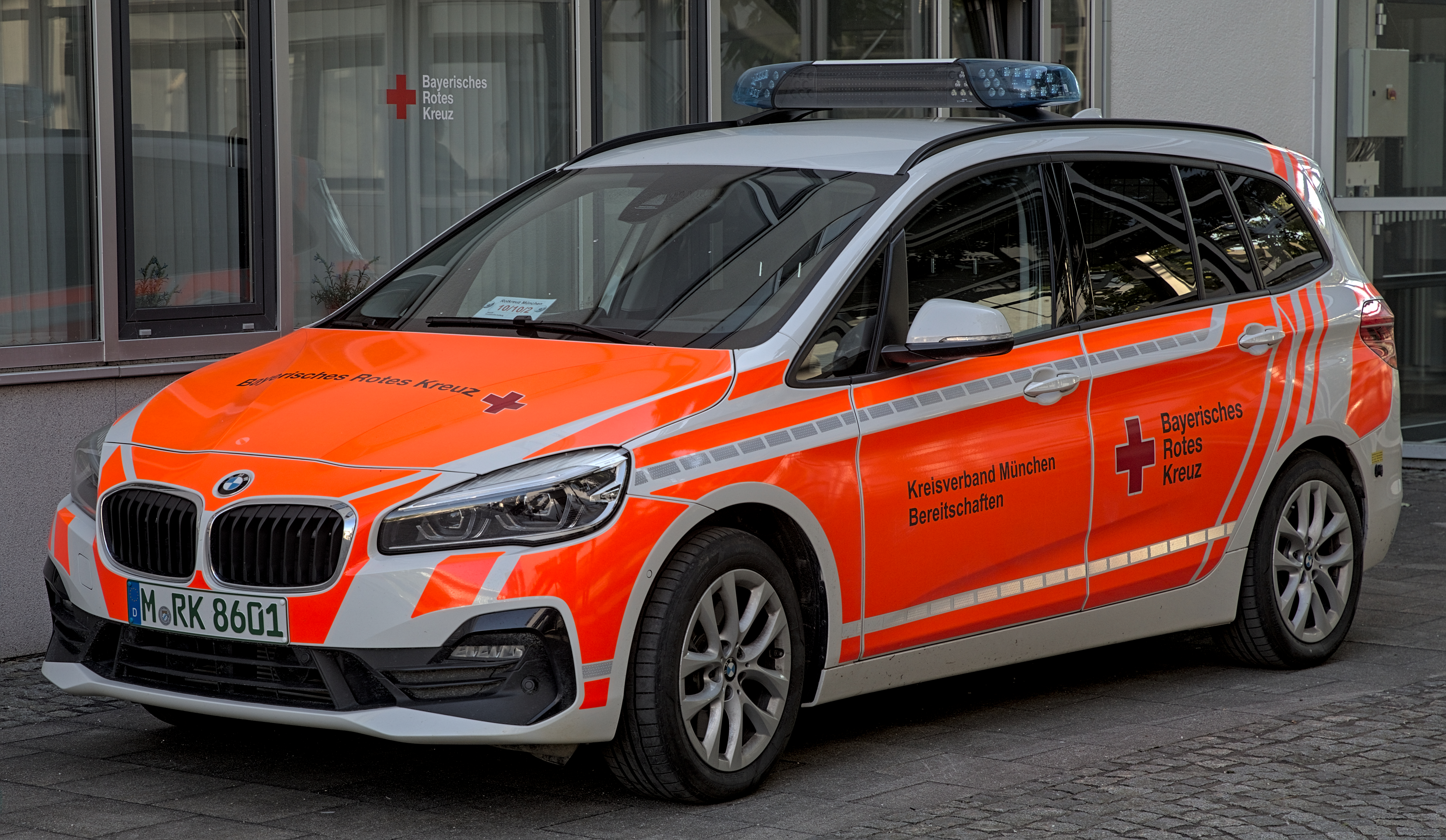
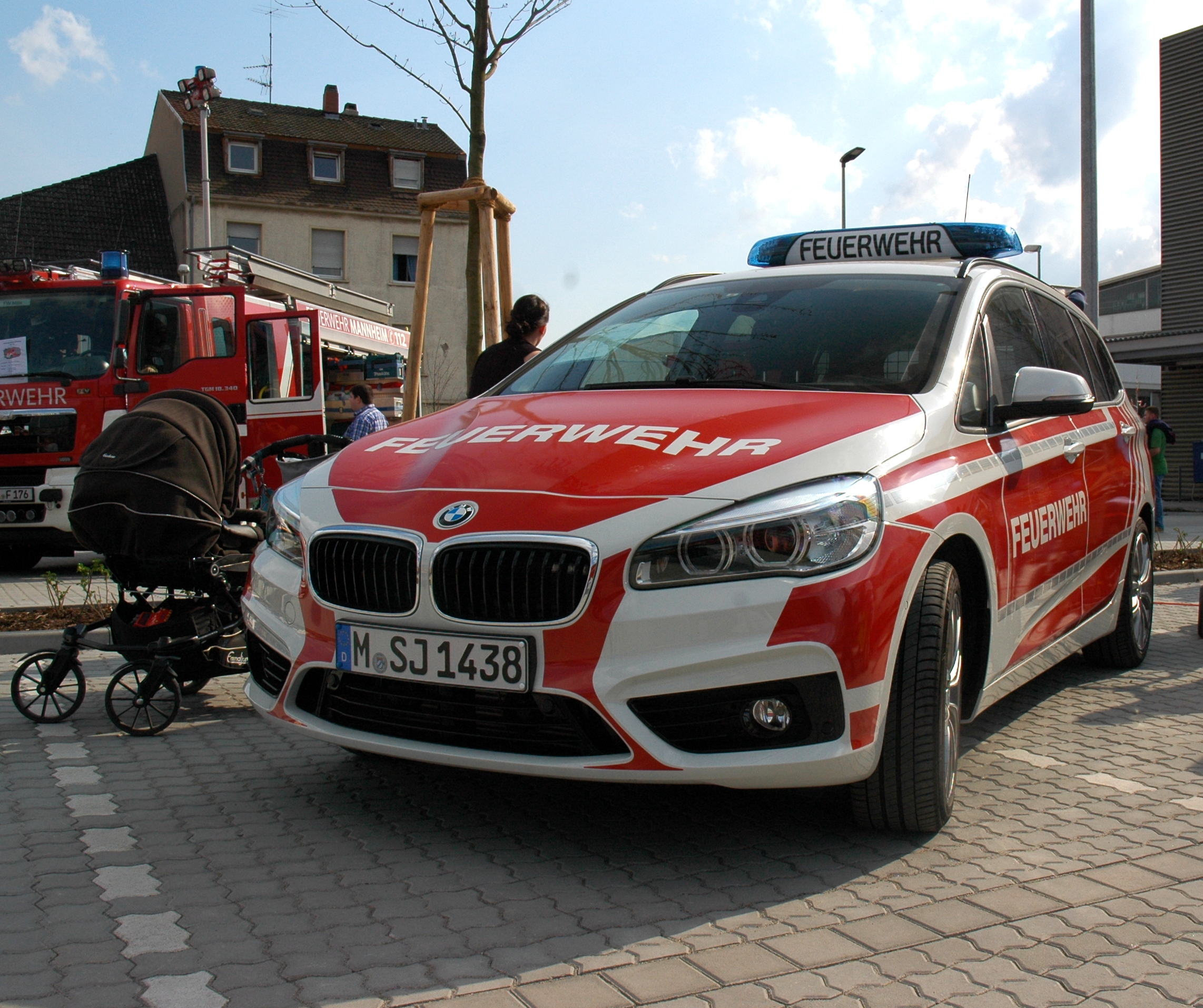

### Motorisations essence (à partir de 2018)
Depuis mars 2018, les 216i et 218i (équipées de moteurs essence trois cylindres) reçoivent un filtre à particules essence afin de respecter la norme Euro 6d-Temp.
|                                                                    | 216i                            | 216i                            | 218i                            | 218i                            | 220i                             |
| ------------------------------------------------------------------ | ------------------------------- | ------------------------------- | ------------------------------- | ------------------------------- | -------------------------------- |
| Années de construction                                             | 03/2018–11/2020                 | 11/2020–07/2022                 | 11/2020–07/2022                 | 03/2018–11/2020                 | 11/2020–07/2022                  |
| Type moteur                                                        | B38A15                          | B38A15                          | B38A15                          | B38A15                          | B48A20                           |
| Type de moteur                                                     | Moteur trois cylindres en ligne | Moteur trois cylindres en ligne | Moteur trois cylindres en ligne | Moteur trois cylindres en ligne | Moteur quatre cylindres en ligne |
| Soupapes                                                           | 12                              | 12                              | 12                              | 12                              | 16                               |
| Suralimentation                                                    | Turbo                           | Turbo                           | Turbo                           | Bi-turbo                        | Bi-turbo                         |
| Cylindrée                                                          | 1499 cm³                        | 1499 cm³                        | 1499 cm³                        | 1499 cm³                        | 1998 cm³                         |
| Alésage x course                                                   | 82 mm × 94,6 mm                 | 82 mm × 94,6 mm                 | 82 mm × 94,6 mm                 | 82 mm × 94,6 mm                 | 82 mm × 94,6 mm                  |
| Rapport de compression                                             | 11,0 : 1                        | 11,0 : 1                        | 11,0 : 1                        | 11,0 : 1                        | 11,0 : 1                         |
| Puissance max au régime de tr/min                                  | 80 kW (109 PS)/ 4300–6500       | 80 kW (109 PS)/ 4300–6500       | 100 kW (136 PS)/ 4500–6500      | 103 kW (140 PS)/ 4500–6500      | 131 kW (178 PS)/ 5000–5500       |
| Couple max au régime de tr/min                                     | 190 Nm/ 1380–3800               | 190 Nm/ 1380–3800               | 220 Nm/ 1500–4100               | 220 Nm/ 1480–4200               | 280 Nm/ 1350–4200                |
| Roues motrices                                                     | Traction                        | Traction                        | Traction                        | Traction                        | Traction                         |
| Boîte de vitesse, de série                                         | Manuelle 6 rapports             | Manuelle 6 rapports             | Manuelle 6 rapports             | Manuelle 6 rapports             | Automatique 7 rapports           |
| Boîte de vitesse, en option                                        | –                               | –                               | Automatique 7 rapports          | Automatique 7 rapports          | –                                |
| Accélération 0–100 km/h                                            | 11,7–11,9 s                     | 11,7 s                          | 9,5 s [9,6 s]                   | 9,5 s [9,6–9,8 s]               | [7,5 s]                          |
| Vitesse de pointe                                                  | 188 km/h                        | 188 km/h                        | 205 km/h [205 km/h]             | 205 km/h [205 km/h]             | [222 km/h]                       |
| Poids à vide (norme européenne)                                    | 1485–1535 kg                    | 1500 kg                         | 1505 kg [1530 kg]               | 1490–1540 kg [1515–1565 kg]     | [1570 kg]                        |
| Consommation de carburant aux 100 km (mixte, selon directive CEE ) | 5,9–6,1 l                       | 5,7–5,9 l                       | 5,4 l Super [5,7–5,9 l]         | 5,9–6,0 l Super [6,0 l]         | [5,7–5,8 l]                      |
| Émissions de CO 2 mixte                                            | 134–139 g/km                    | 132–135 g/km                    | 132–135 g/km [124–125 g/km]     | 134–137 g/km [137 g/km]         | [130–133 g/km]                   |
| Norme d'émission selon la classification UE                        | Euro 6d-temp                    | Euro 6d                         | Euro 6d                         | Euro 6d-temp                    | Euro 6d                          |

- Les valeurs entre crochets s'appliquent aux modèles à transmission automatique.

### Motorisation diesel (jusqu'en 2018)
|                                                                    | 214d                              | 216d                              | 218d                              | 220d                              | 220d xDrive                       |
| ------------------------------------------------------------------ | --------------------------------- | --------------------------------- | --------------------------------- | --------------------------------- | --------------------------------- |
| Années de construction                                             | 07/2015–02/2018                   | 03/2015–02/2018                   | 03/2015–02/2018                   | 07/2015–02/2018                   | 03/2015–02/2018                   |
| Type moteur                                                        | B37C15                            | B37C15                            | B47C20                            | B47C20                            | B47C20                            |
| Type de moteur                                                     | Moteur trois cylindres en ligne   | Moteur trois cylindres en ligne   | Moteur quatre cylindres en ligne  | Moteur quatre cylindres en ligne  | Moteur quatre cylindres en ligne  |
| Soupapes                                                           | 12                                | 12                                | 16                                | 16                                | 16                                |
| Suralimentation                                                    | Turbo à géometrie variable        | Turbo à géometrie variable        | Turbo à géometrie variable        | Turbo à géometrie variable        | Turbo à géometrie variable        |
| Système d'injection                                                | Injection directe à rampe commune | Injection directe à rampe commune | Injection directe à rampe commune | Injection directe à rampe commune | Injection directe à rampe commune |
| Cylindrée                                                          | 1496 cm³                          | 1496 cm³                          | 1995 cm³                          | 1995 cm³                          | 1995 cm³                          |
| Alésage x course                                                   | 84 mm × 90 mm                     | 84 mm × 90 mm                     | 84 mm × 90 mm                     | 84 mm × 90 mm                     | 84 mm × 90 mm                     |
| Rapport de compression                                             | 16,5 : 1                          | 16,5 : 1                          | 16,5 : 1                          | 16,5 : 1                          | 16,5 : 1                          |
| Puissance max au régime de tr/min                                  | 70 kW (95 PS)/ 4000               | 85 kW (116 PS)/ 4000              | 110 kW (150 PS)/ 4000             | 140 kW (190 PS)/ 4000             | 140 kW (190 PS)/ 4000             |
| Couple max au régime de tr/min                                     | 220 Nm/ 1750–2250                 | 270 Nm/ 1750                      | 330 Nm/ 1750–2750                 | 400 Nm/ 1750                      | 400 Nm/ 1750                      |
| Roues motrices                                                     | Traction                          | Traction                          | Traction                          | Traction                          | Intégrale                         |
| Boîte de vitesse, de série                                         | Manuelle 6 rapports               | Manuelle 6 rapports               | Manuelle 6 rapports               | Manuelle 6 rapports               | Automatique 8 rapports            |
| Boîte de vitesse, en option                                        | –                                 | Automatique 6 rapports            | Automatique 8 rapports            | Automatique 8 rapports            | –                                 |
| Accélération 0–100 km/h                                            | 13,5 s                            | 11,1 s [10,9 s]                   | 9,3 s [9,3 s]                     | 8,1 s [8,0 s]                     | [7,6 s]                           |
| Vitesse de pointe                                                  | 180 km/h                          | 192 km/h [192 km/h]               | 205 km/h [207 km/h]               | 222 km/h [220 km/h]               | [218 km/h]                        |
| Poids à vide (norme européenne)                                    | 1410 kg                           | 1495 kg [1505 kg]                 | 1525 kg [1555 kg]                 | 1600 kg [1615 kg]                 | [1640 kg]                         |
| Consommation de carburant aux 100 km (mixte, selon directive CEE ) | 3,9 l                             | 4,2–3,9 l [4,3–4,0 l]             | 4,5–4,3 l                         | 4,6 l                             | [5,1–4,9 l]                       |
| Émissions de CO 2 mixte                                            | 104 g/km                          | 111–104 g/km [114–106 g/km]       | 119–114 g/km [119–114 g/km]       | 122 g/km                          | [133–128 g/km]                    |
| Norme d'émission selon la classification UE                        | Euro 6                            | Euro 6                            | Euro 6                            | Euro 6                            | Euro 6                            |

- Les valeurs entre crochets s'appliquent aux modèles à transmission automatique.

### Motorisation diesel (à partir de 2018)
|                                                                                   | 216d                              | 216d                              | 218d                              | 218d                              | 218d xDrive                       | 218d xDrive                       | 220d                              | 220d                              | 220d xDrive                       | 220d xDrive                       |
| --------------------------------------------------------------------------------- | --------------------------------- | --------------------------------- | --------------------------------- | --------------------------------- | --------------------------------- | --------------------------------- | --------------------------------- | --------------------------------- | --------------------------------- | --------------------------------- |
| Années de construction                                                            | 03/2018–06/2019                   | 07/2019–07/2022                   | 03/2018–01/2020                   | 03/2020–07/2022                   | 03/2018–01/2020                   | 03/2020–07/2022                   | 03/2018–01/2020                   | 03/2020–07/2022                   | 03/2018–01/2020                   | 03/2020–07/2022                   |
| Type moteur                                                                       | B37C15                            | B37C15                            | B47C20                            | B47C20                            | B47C20                            | B47C20                            | B47C20                            | B47C20                            | B47C20                            | B47C20                            |
| Type de moteur                                                                    | Moteur trois cylindres en ligne   | Moteur trois cylindres en ligne   | Moteur quatre cylindres en ligne  | Moteur quatre cylindres en ligne  | Moteur quatre cylindres en ligne  | Moteur quatre cylindres en ligne  | Moteur quatre cylindres en ligne  | Moteur quatre cylindres en ligne  | Moteur quatre cylindres en ligne  | Moteur quatre cylindres en ligne  |
| Soupapes                                                                          | 12                                | 12                                | 16                                | 16                                | 16                                | 16                                | 16                                | 16                                | 16                                | 16                                |
| Suralimentation                                                                   | Turbo à géometrie variable        | Turbo à géometrie variable        | Turbo à géometrie variable        | Turbo à géometrie variable        | Turbo à géometrie variable        | Turbo à géometrie variable        | Turbo à géometrie variable        | Turbo à géometrie variable        | Turbo à géometrie variable        | Turbo à géometrie variable        |
| Système d'injection                                                               | Injection directe à rampe commune | Injection directe à rampe commune | Injection directe à rampe commune | Injection directe à rampe commune | Injection directe à rampe commune | Injection directe à rampe commune | Injection directe à rampe commune | Injection directe à rampe commune | Injection directe à rampe commune | Injection directe à rampe commune |
| Cylindrée                                                                         | 1496 cm³                          | 1496 cm³                          | 1995 cm³                          | 1995 cm³                          | 1995 cm³                          | 1995 cm³                          | 1995 cm³                          | 1995 cm³                          | 1995 cm³                          | 1995 cm³                          |
| Alésage x course                                                                  | 84 mm × 90 mm                     | 84 mm × 90 mm                     | 84 mm × 90 mm                     | 84 mm × 90 mm                     | 84 mm × 90 mm                     | 84 mm × 90 mm                     | 84 mm × 90 mm                     | 84 mm × 90 mm                     | 84 mm × 90 mm                     | 84 mm × 90 mm                     |
| Rapport de compression                                                            | 16,5 : 1                          | 16,5 : 1                          | 16,5 : 1                          | 16,5 : 1                          | 16,5 : 1                          | 16,5 : 1                          | 16,5 : 1                          | 16,5 : 1                          | 16,5 : 1                          | 16,5 : 1                          |
| Puissance max au régime de tr/min                                                 | 85 kW (116 PS)/ 4000              | 85 kW (116 PS)/ 4000              | 110 kW (150 PS)/ 4000             | 110 kW (150 PS)/ 4000             | 110 kW (150 PS)/ 4000             | 110 kW (150 PS)/ 4000             | 140 kW (190 PS)/ 4000             | 140 kW (190 PS)/ 4000             | 140 kW (190 PS)/ 4000             | 140 kW (190 PS)/ 4000             |
| Couple max au régime de tr/min                                                    | 270 Nm/ 1750–2250                 | 270 Nm/ 1750–2250                 | 350 Nm/ 1750–2500                 | 350 Nm/ 1750–2500                 | 350 Nm/ 1750–2500                 | 350 Nm/ 1750–2500                 | 400 Nm/ 1750–2500                 | 400 Nm/ 1750–2500                 | 400 Nm/ 1750–2500                 | 400 Nm/ 1750–2500                 |
| Roues motrices                                                                    | Traction                          | Traction                          | Traction                          | Traction                          | Intégrale                         | Intégrale                         | Traction                          | Traction                          | Intégrale                         | Intégrale                         |
| Boîte de vitesse, de série                                                        | Manuelle 6 rapports               | Manuelle 6 rapports               | Manuelle 6 rapports               | Manuelle 6 rapports               | Manuelle 6 rapports               | Automatique 8 rapports            | Automatique 8 rapports            | Automatique 8 rapports            | Automatique 8 rapports            | Automatique 8 rapports            |
| Boîte de vitesse, en option                                                       | Automatique 7 rapports            | Automatique 7 rapports            | Automatique 8 rapports            | Automatique 8 rapports            | Automatique 8 rapports            | –                                 | –                                 | –                                 | –                                 | –                                 |
| Accélération 0–100 km/h                                                           | 11,5–11,8 s [11,5–11,8 s]         | 11,5 s [11,5 s]                   | 9,4–9,6 s [9,4–9,6 s]             | 9,4 s [9,4 s]                     | 9,1–9,3 s [9,4–9,6 s]             | [9,4 s]                           | [8,0–8,2 s]                       | [8,0 s]                           | [7,8–8,0 s]                       | [7,8 s]                           |
| Vitesse de pointe                                                                 | 192 km/h [192 km/h]               | 192 km/h [192 km/h]               | 207 km/h [207 km/h]               | 207 km/h [207 km/h]               | 205 km/h [205 km/h]               | [205 km/h]                        | [220 km/h]                        | [220 km/h]                        | [218 km/h]                        | [218 km/h]                        |
| Poids à vide (norme européenne)                                                   | 1555–1605 kg [1575–1615 kg]       | 1560 kg [1580 kg]                 | 1590–1640 kg [1615–1675 kg]       | 1600 kg [1615 kg]                 | 1665–1715 kg [1685–1735 kg]       | [1690 kg]                         | [1630–1680 kg]                    | [1635 kg]                         | [1690–1740 kg]                    | [1695 kg]                         |
| Consommation de carburant aux 100 km (mixte, selon directive CEE )                | 4,4 l Diesel [4,4–4,5]            | 4,1 l Diesel [4,1 l]              | 4,6 l Diesel [4,6–4,7 l]          | 5,2 l Diesel [4,8 l]              | [4,6 l]                           | [4,8-4,9 l]                       |                                   |                                   |                                   |                                   |
| Émissions de CO 2 mixte                                                           | 116 g/km [117 g/km]               | 108–109 g/km [107 g/km]           | 120–121 g/km [121–125 g/km]       | 116–119 g/km [116–119 g/km]       | 137 g/km [127 g/km]               | [123–126 g/km]                    | [121–122 g/km]                    | [117 g/km]                        | [128–129 g/km]                    | [126–128 g/km]                    |
| - Les valeurs entre crochets s'appliquent aux modèles à transmission automatique. | Euro 6d-temp                      | Euro 6d                           | Euro 6d-temp                      | Euro 6d                           | Euro 6d-temp                      | Euro 6d                           | Euro 6d-temp                      | Euro 6d                           | Euro 6d-temp                      |                                   |

- Les valeurs entre crochets s'appliquent aux modèles à transmission automatique.